# Trichardopsis
Trichardopsis is een vliegengeslacht uit de familie van de roofvliegen (Asilidae).

## Soorten
- T. dolicharista Lehr, 1963
- T. richteri Oldroyd, 1958